# CSM București (koszykówka)
CSM București – rumuński klub koszykówki, z siedzibą w Bukareszcie w Rumunii. Klub startuje w rumuńskiej lidze Divizia A. Latem 2009 roku zespół wygrał ligę Divizia B, awansując w ten sposób do pierwszej ligi.